# Лелистад
Лѐлистад (на нидерландски: Lelystad) е град в Нидерландия, столица на провинция Флеволанд. Основан е през 1967 г. и получава статус на община през 1980 г. Община Лѐлистад има население от 77 389 жители (по приблизителна оценка от януари 2018 г.). Лелистад е кръстен на Корнелис Лели, бивш министър на водите и пътищата.
Заедно с община Дронтен, Лелистад образува полдера Източна Флеволанд. Този полдер е част от проекта Зойдерзе, пресушен е през 1957 г. и е на 4,8 м под морското равнище. Лелистад е най-голямата община в Нидерландия със своите 765,39 км² площ. От тях всъщност само 234,14 км² са земя, а останалото са предимно водите на Ейселмер и Маркермер.
На изток Лелистад се ограничава от магистралата A6. Втората транспортна артерия, която минава през града, е шосето N302, което свързва Хорн с Апелдорн.
Освен че е най-голяма община, за Лелистад е характерно и това, че се намира на водата. В града има много пристанища за увеселителни плавания и жилища с частни пристани.

## Кметове
- 1980 – 1996 – Ханс Гройтерс
- 1996 – 2006 – Крис Леуве
- 2006-до днес – Маргрет Хорселенберг